# Víctor Tirado López
Víctor Manuel Tirado López (1940- ) es un revolucionario nicaragüense, excomandante sandinista,  nacido en México.

## Biografía
Víctor Manuel Tirado López nació en 1940 en la localidad de El Rosario en Sinaloa, México.
Entre 1957 y 1959 se involucra con el movimiento comunista mexicano y en ese último año ingresa en la lucha armada nicaragüense.
En 1964 trabaja en la organización del Frente Interno de la Resistencia (FIR), cae preso con Carlos Fonseca y es expulsado a México. En 1965 participó en la boda de Carlos Fonseca y María Haydee Terán.
En 1968 recibe entrenamiento militar en Cuba y a su retorno participa del intento guerrillero de Zinica en 1970.
Vuelve a México por la represión de la Guardia Nacional somocista pero regresa a Nicaragua a la montaña a construir bases de apoyo y unidades guerrilleras hasta 1977.
Forma parte de la columna guerrillera que penetra por Dipilto, Nueva Segovia, en 1977 como miembro de la Tendencia Tercerista del FSLN. En los años 1978-1979 participa en el proceso de unidad de las tres tendencias. Es reconocido como Comandante de la Revolución el 19 de julio de 1979 y fue miembro de la Dirección Nacional del FSLN.
En la década de los 80 del siglo XX estuvo ligado al trabajo de organización popular, en el movimiento sindical y en la organización campesina a través de la Unión Nacional de Agricultores y Ganaderos (UNAG). En 1997 fue diputado por el FSLN al Parlamento Centroamericano (PARLACEN) y después militó en el Movimiento Renovador Sandinista.
Para Tirado, la revolución sandinista duró desde 1963 a 1994 y luego terminó. Luego de su participación en la Dirección Nacional del FSLN se convirtió en crítico del gobierno de Daniel Ortega. Luego desapareció y para sorpresa de muchos reapareció en una tarima, en el 2018, al lado de la pareja dirigente, Daniel Ortega y Rosario Murillo, en un acto de conmemoración del Día de los Trabajadores.
Según refirió el hijo del exguerrillero sandinista, Daniel Ortega lo visitó en su casa y se aprovechó de su condición mental, pérdida de la memoria, para convencerlo de acompañarlo en esa actividad.